# 조엘 휴스턴
조엘 휴스턴(Joel Houston, 1979년 9월 19일 ~ )은 호주의 가수이자 전도사이다. 그는 브라이언 휴스턴과 바비 브라운의 아들이며 힐송 교회의 프로듀서이자 작곡가이다. 그는 힐송 유나이티드의 음악 앨범을 제작하는 책임을 맡고 있으며 밴드의 주요예배 지도자이자 작곡가 중 한 명이다. 2010년부터 그는 힐송 뉴욕 창립에 밀접하게 관여해 왔으며, 그곳에서 창의적인 집행 목사이다.